# Pons de Balazuc
Pons de Balazuc est un seigneur du Vivarais, chevalier et croisé, de la fin du XIe siècle. 

## Biographie

### Origines
Pons de Balazuc est chevalier originaire du diocèse de Viviers, dont la famille semble originaire de Balazuc, en Vivarais.
Jusqu'à sa participation à la première croisade, sa vie ne semble pas connue. Il pourrait être le fils de Géraud de Balazuc, seigneur de Saint-Montan et de Larnas[réf. à confirmer]. 
Il semble gérer les domaines allant jusqu'au ports du Rhône[réf. à confirmer]. 

### Participation à la croisade
Pons de Balazuc participe à la première croisade, dans la suite de Adhémar de Monteil, évêque du Puy, Légat apostolique du pape Urbain II, d'après la Historia Francorum Qui Ceperunt Iherusalem (Histoire des Francs qui ont pris Jérusalem) de Raymond d'Aguilers.
Raymond d'Aguilers (Raymundus de Agiles), chanoine du Puy et chapelain du comte de Toulouse, Raymond de Saint-Gilles, présente son récit comme ayant été écrit avec Pons de Balazuc (Baladuno) : « A mon seigneur l'évêque du Vivarais, et à tous les hommes orthodoxes, Pons de Balazun et Raimond, chanoine du Puy, salut et participation à tous nos travaux ! » ou encore « Il y avait l'évêque d'Orange, Raimond chapelain du comte, qui écrit cette histoire, le comte lui-même, Pons de Balazun et Ferrand de Thouars »
Vers fin octobre 1096, l'armée de Raymond de Saint Gilles, comte de Toulouse, souverain du pays de la Langue d'Oc, se dirige vers les Alpes. C'est un ami et familier de Pons de Balazuc, amitié renforcée par l'exploitation commune de mines de Largentière par les comtes de Toulouse et les évêques de Viviers. Il lui conseille de faire écrire cette histoire par Raymond des Agiles (d'Eygaliers), chanoine du Puy. L'ouvrage relate la recherche, puis la découverte et le portage de la Sainte Lance. 
Pons de Balazuc prend part à l'attaque de Ma'arra en Janvier 1099, puis le siège d'Arga, durant 3 mois à partir du 14 mars 1099. Pons de Balazuc meurt au cours de ce siège, « Pons de Balazun mourut donc, ainsi que je l'ai déjà dit, dans le sein du Seigneur, devant le château d'Archas […] Là fut tué le seigneur Pons de Balazun par une pierre lancée d'une machine ».

## Hommage
Les verrières de la nouvelle église Sainte-Madeleine perpétuent son souvenir.